# Берутув (гміна)
Гміна Берутув (пол. Gmina Bierutów) — місько-сільська гміна у південно-західній Польщі. Належить до Олесницького повіту Нижньосілезького воєводства.
Станом на 31 грудня 2011 у гміні проживало 10311 осіб.

## Територія
Згідно з даними за 2007 рік площа гміни становила 147.07 км², у тому числі:
- орні землі: 70.00%
- ліси: 23.00%

Таким чином, площа гміни становить 14.01% площі повіту.

## Населення
Станом на 31 грудня 2011:
| Опис     | Загалом | Загалом | Чоловіки | Чоловіки | Жінки | Жінки |
| -------- | ------- | ------- | -------- | -------- | ----- | ----- |
| одиниця  | осіб    | %       | осіб     | %        | осіб  | %     |
| все      | 10311   | 100     | 5047     | 48.95    | 5264  | 51.05 |
| міське   | 5065    | 100     | 2450     | 48.37    | 2615  | 51.63 |
| сільське | 5246    | 100     | 2597     | 49.50    | 2649  | 50.50 |

## Сусідні гміни
Гміна Берутув межує з такими гмінами: Вількув, Дзядова Клода, Єльч-Лясковіце, Намислув, Олесниця.